# 俄国共产党（布尔什维克）第十二次代表大会
俄国共产党（布尔什维克）第十二次代表大会（俄语：Двенадцатый Съезд Российской коммунистической партии (большевиков)），简称俄共（布）十二大（XII съезд РКП(б)），于1923年4月17日至25日在莫斯科召开。是苏联成立之后的第一届全国党代会。

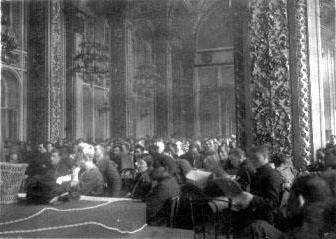
会场

与会代表中，408人拥有投票权，417人拥有发言权，代表当时的约386,000名党员。此次会议选举产生俄国共产党（布尔什维克）的第12届中央委员会。

## 会议经过
此次代表大会是弗拉基米尔·列宁领导下的最后一次代表大会，然而列宁本人因为生病无法出席，列宁上一次未出席大会是俄国社会民主工党（布尔什维克）第六次代表大会。
此次代表大会由季诺维也夫做政治报告，斯大林做组织报告，大会采纳了很多约瑟夫·斯大林对抗格鲁吉亚民族共产主义的建议。斯大林与格里戈里·奥尔忠尼启则、马米阿·奥拉赫拉什维利在会议上扮演重要角色，对抗老布尔什维克波利卡尔普·姆季瓦尼和菲利普·马哈拉泽。会上，托洛茨基就经济政策发表演讲，指出了苏联经济的问题，工业品价格高而农产品价格走低，号召结束新经济政策，实行计划经济推进工业化。
此次代表大会重新定义了民族主义问题，确认本地沙文主义相比于大俄罗斯沙文主义是主要问题。此次会议是苏联所谓“本土化政策”的开端。
在中央委员会委员选举上，斯大林得票数与列宁并列第一，为386人中的384票，加米涅夫为第24位，季诺维也夫32位，托洛茨基35位（上届为第2位）。